# 1-й отдельный лыжный батальон Ленинградского фронта
1-й отдельный лыжный батальон Ленинградского фронта — воинская часть Вооружённых сил СССР в Великой Отечественной войне.

## История
Батальон сформирован в Ленинграде в составе Ленинградского фронта в ноябре 1941 года.
В действующей армии с 25 ноября 1941 по 4 января 1942 года.
К 2 декабря 1941 года сосредоточился в составе ударной группы 54-й армии в районе Серокаски (западнее Войбокало), вместе с 80-й стрелковой дивизией, 6-й бригадой морской пехоты и 2-м отдельным лыжным батальоном.
С 3 декабря 1941 года ударная группа перешла в наступление с правого фланга 54-й армии, на левый фланг оперативной группы «Бёкман», пытаясь окружить в районе Оломны войска противника по правому берегу Волхова. Наступление получило развитие только с вводом двух свежих дивизий, и батальон был брошен в бой 18 декабря 1941 года в тыл группировке в районе Оломны. Он действовал в лесах, на просёлочных дорогах, нападал на обозы и небольшие части противника, перерезал пути организованного отхода, подвоза боеприпасов и продовольствия.
По-видимому, понёс в боях конца декабря 1941 года существенные потери, поскольку в первых числах января 1942 года был расформирован.

## Подчинение
| Дата            | Фронт (округ)       | Армия      | Корпус | Примечания |
| --------------- | ------------------- | ---------- | ------ | ---------- |
| 01.12.1941 года | Ленинградский фронт | 54-я армия | -      | -          |
| 01.01.1942 года | Ленинградский фронт | -          | -      | -          |

## Командиры
- лейтенант Галимуллин Халил Галимович, со дня формирования и до 7 декабря 1941 года